# دیوید اشکوخ
 دیوید اشکوخ (انگلیسی: David Škoch؛ زادهٔ ۶ نوامبر ۱۹۷۶) یک تنیس‌باز اهل جمهوری چک است.